# Maurice Lalloy
Maurice Lalloy, né le 25 novembre 1896 à Fumay (Ardennes) et mort le 19 décembre 1985 à Neuilly-sur-Seine (Hauts-de-Seine), est un homme politique français.

## Détail des fonctions et des mandats
Mandat parlementaire
- 26 avril 1959 - 22 septembre 1968 : Sénateur de Seine-et-Marne